# Каркаліу
Каркаліу (рум. Carcaliu) — комуна у повіті Тулча в Румунії. До складу комуни входить єдине село Каркаліу.
Комуна розташована на відстані 181 км на північний схід від Бухареста, 51 км на захід від Тулчі, 119 км на північ від Констанци, 28 км на південь від Галаца.

## Населення
За даними перепису населення 2002 року у комуні проживали 3394 особи.
Національний склад населення комуни:
| Національність   | Кількість осіб | Відсоток |
| ---------------- | -------------- | -------- |
| росіяни-липовани | 3046           | 89,7%    |
| румуни           | 326            | 9,6%     |
| угорці           | 5              | 0,1%     |
| українці         | 1              | < 0,1%   |
| чехи             | 1              | < 0,1%   |

Рідною мовою назвали:
| Мова       | Кількість осіб | Відсоток |
| ---------- | -------------- | -------- |
| російська  | 3056           | 90,0%    |
| румунська  | 329            | 9,7%     |
| угорська   | 4              | 0,1%     |
| болгарська | 2              | 0,1%     |
| чеська     | 2              | 0,1%     |
| хорватська | 1              | < 0,1%   |

Склад населення комуни за віросповіданням:
| Релігія      | Кількість осіб | Відсоток |
| ------------ | -------------- | -------- |
| старообрядці | 2381           | 70,2%    |
| православні  | 1009           | 29,7%    |
| реформати    | 1              | < 0,1%   |
| баптисти     | 1              | < 0,1%   |
| адвентисти   | 1              | < 0,1%   |

## Зовнішні посилання
- Дані про комуну Каркаліу на сайті Ghidul Primăriilor [Архівовано 14 травня 2012 у Wayback Machine.]